# Patricio Troncoso
Patricio Antonio Troncoso Baeza (Puente Alto, Santiago de Chile, Chile, 10 de junio de 1992) es un futbolista chileno. Juega como mediocampista en Trasandino de la Segunda División Profesional de Chile.

## Carrera
Se formó en las inferiores de Cobreloa en Santiago. Convirtió su primer gol con la camiseta naranja frente a Tacuary de Paraguay en el partido de ida de la primera fase de la Copa Sudamericana 2012, siendo este el primer gol del torneo. Siguió su buena racha en la semana siguiente, al marcar el único tanto en la victoria como visitante de Cobreloa por 1 a 0 frente a Huachipato en el Estadio CAP.
Suma su tercer gol por el equipo loíno en la Copa Sudamericana, ante el equipo de Barcelona de Guayaquil.

## Clubes
| Club                | País  | Año       |
| ------------------- | ----- | --------- |
| Cobreloa            | Chile | 2010-2015 |
| Colchagua           | Chile | 2015-2016 |
| Deportes Limache    | Chile | 2017      |
| General Velásquez   | Chile | 2018      |
| Iberia              | Chile | 2019-2021 |
| General Velásquez   | Chile | 2021-2022 |
| Deportes Concepción | Chile | 2023-2024 |
| Trasandino          | Chile | 2024-Act. |

## Citas
1. ↑  Patricio Troncoso, http://www.fichajes.com/jugador/j111731_patricio-antonio-troncoso-baeza
2. ↑  Cooperativa.cl. «Cobreloa debutó en la Copa Sudamericana con un trabajado triunfo sobre Tacuary». Cooperativa.cl. Consultado el 6 de enero de 2023.
3. ↑  «COBRELOA SUPERÓ POR LA MINÍMA DIFERENCIA A HUACHIPATO EN EL CAP». ANFP. Consultado el 6 de enero de 2023.
4. ↑  Comunicaciones, Compañia Chilena de. «[Audio] Patricio Troncoso puso la cuota de ilusión tras anotar el empate de Cobreloa». alairelibre.cl. Consultado el 6 de enero de 2023.